# Auguste Beuneux
Auguste Beuneux (5 janvier 1900, La Baconnière - 2 avril 1964, Laval) est un enseignant, résistant et syndicaliste de la Mayenne.

## Biographie
Il est né à La Baconnière en 1900, d'un père entrepreneur en maçonnerie, et d'une mère couturière. Il entre en 1912 à l'école primaire supérieure d'Ernée. En 1915, il entre à l’École normale de Laval. En 1918, il effectue une année supplémentaire à l'École normale comme surveillant. Après son service militaire, il débute comme instituteur en 1922 à Pré-en-Pail. En 1926, il est nommé à Villaines-la-Juhel et commence à militer au Syndicat national des instituteurs, dont il deviendra responsable. En 1936, il s'occupe du cours complémentaire de Laval.

### Résistance
En 1943, contacté par Jules Pottier, il accepte de prendre la tête de la CGT clandestine dans le département. Le 31 mars 1943, il évite un piège de la Gestapo. Il participe au mouvement de résistance intérieure Libération-Nord. Pour la Mayenne, il voit le jour à Laval, au printemps de 1943, à la suite d'une réunion clandestine à la Maison du Peuple de Laval, où se retrouvent d'une part, venant de Paris, François Tanguy-Prigent et Pierre Neumeyer, d'autre part des Mayennais parmi lesquels Pierre Boursicot, Pierre Coste.
Il est membre du Comité départemental de libération de la Mayenne en août 1944. Pour les États généraux de la renaissance française, il rédige le cahier concernant les problèmes sociaux.

### Syndicalisme
Fin 1944, il devient secrétaire du bureau provisoire de l’UD-CGT, avant d’être élu secrétaire général départemental en juillet 1945. Craignant une mainmise du Parti communiste français sur la CGT, il rejoint peu après la scission de la CGT, le syndicat Force Ouvrière.

### Politique
En 1935, Auguste Beuneux adhère à la SFIO. En 1937, il est candidat de la SFIO pour les élections au conseil général dans le Canton de Laval-Ouest. Il est élu conseiller municipal de Laval en mai 1945. Son mandat est ensuite renouvelé. Il accepte de figurer sur la liste d’union municipale de Francis Le Basser, dont il devient adjoint au maire jusqu’à sa mort en 1964.
Il est administrateur, puis trésorier de la coopérative l’Emancipatrice lavalloise de 1944 à 1955, et préside pendant plusieurs années la caisse de sécurité sociale.
Une rue de Laval porte son nom.

## Sources
- Gilbert Chaussis, Laval de rue en rue, tome II, p. 15.